# Ciudad Rodrigo
Ciudad Rodrigo (leóni nyelven Ciarrodrigu vagy La Ciudá) település Spanyolországban, Kasztília és León autonóm közösségben, Salamanca tartományban. Ciudad Rodrigo Carpio de Azaba, Saelices el Chico, Castillejo de Martín Viejo, Sancti-Spíritus, Alba de Yeltes, Tenebrón, Serradilla del Llano, Serradilla del Arroyo, Zamarra, Pastores, La Encina és El Bodón községekkel határos. Lakosainak száma 11 846 fő (2024). A Félszigeti háború fontos ütközete volt Ciudad Rodrigo ostroma: 1812. január 19-én: Arthur Wellesley, Wellington hercege 10 napos ostrom után vette be a várost a napóleoni csapatok legyőzésével. 

## Népesség
A település népessége az elmúlt években az alábbi módon változott:
| Lakosok száma | 14 506 | 14 169 | 13 922 | 14 080 | 13 646 | 13 209 | 12 668 | 12 344 | 11 973 | 11 846 |
|               | 2001   | 2004   | 2007   | 2009   | 2012   | 2014   | 2017   | 2019   | 2022   | 2024   |